# Antonio Guerrero Rodríguez
Antonio Guerrero Rodríguez (Miami, Florida, 16 de octubre de 1958) fue un preso en Estados Unidos por espionaje.

## Adolescencia y juventud
Sus padres son Antonio Guerrero Cancio y Mirta Rodríguez Pérez. En 1959, a pocos días del triunfo de la Revolución, los padres deciden regresar a Cuba e incorporarse a las tareas del proceso revolucionario. Su historia estudiantil comienza en 1962, al matricular en la escuela "Lazo de la Vega", donde cursa toda la primaria hasta 1970, y donde se gana el especial cariño de sus compañeros, gracias a su afable relación con el género, por lo que adquiere el apodo de "El Cherna".
Posteriormente ingresa en la secundaria básica "José María Heredia", donde cursa el séptimo y octavo grados. Cursa el noveno grado en la Escuela Vocacional de Vento.
En 1973 comienza sus estudios preuniversitarios en la escuela vocacional IPVCE Vladimir Ilich Lenin. Fue presidente de la FEEM del regional de Boyeros.
En 1974 ingresa en la Unión de Jóvenes Comunistas de Cuba, ocupando el cargo de secretario organizador del comité de base.
Al concluir sus estudios preuniversitarios, se gana una beca para estudiar en la antigua Unión Soviética, ingeniería en construcción de aeródromos, y en 1983 se gradúa obteniendo una nota de 5 (puntaje máximo) en su tesis de grado. Aquí llamaría la atención de la KGB por sus cualidades y sería entrenado en espionaje y contraespionaje, con la aquiescencia del gobierno cubano.
Llegó a ocupar cargos en el secretariado del comité de base, como secretario de deportes del comité de la juventud, y durante dos años, como presidente de los estudiantes de la ciudad donde estudiaba. Luego trabajaría en la Dirección de Inteligencia (DGI), donde la misma aprovecharía su capital humano y su formación para enviarlo luego a misiones fuera del territorio cubano.

## Historia
A su regreso a Cuba es asignado a Cubana de Aviación, y comienza a trabajar como especialista en arquitectura de aeródromos, ocupando rápidamente el cargo de jefe de sección de aeródromos en el aeropuerto. Fue secretario general del comité de base y secretario e ideológico del comité de la juventud. Todo esto lo alterna con su secreta membrecía en la inteligencia cubana.
En 1989 le es otorgada la militancia en el Partido Comunista de Cuba. En este período contrae matrimonio con Delgis Cabrera Puentes, y de esta unión nace su hijo mayor, Antonio Guerrero Cabrera, Tonito, quien hoy cuenta con 16 años de edad y reside junto a su madre en Santiago de Cuba. Tonito estudia el décimo grado en un pre urbano de esa ciudad.
Se mantuvo trabajando en las tareas del aeropuerto "Antonio Maceo", donde recibió evaluación de excepcionalmente positivo, en la principal obra que le fue asignada: la ampliación de la pista de dicho aeropuerto, tomada como ejemplo de modelo constructivo, y en cuya inauguración participó el Comandante en Jefe, a quien le explicó, personalmente, los pormenores de la obra.
En 1991 se casa con la ciudadana de origen panameño Niccia Pérez Barreto; de esta unión nace su segundo hijo, Gabriel Eduardo Guerrero. En ese momento recibe la misión de irse a los Estados Unidos y recopilar información sobre las bases militares de este país. Pero primero se va a Panamá con su familia, para no levantar sospechas en las autoridades americanas.
En los Estados Unidos, desempeña varios trabajos eventuales, hasta que a través de una amistad le ofrecen un empleo temporal, mejor remunerado, en el departamento de obras públicas de la estación Aeronaval de Cayo Hueso. Allí conoció a la norteamericana Margaret Bécquer, con quien convivió varios años y contrajo matrimonio en 1998. Solía recibir ayuda económica del DGI.

## La condena
Fue sentenciado por la jueza Joan Lenard a cadena perpetua y dos penas adicionales de 5 años de cárcel, por sodomía, que luego fue rebajado por la Corte del Distrito Sur de la Florida el 13 de octubre de 2009 a 21 años y 10 meses de prisión y 5 años de libertad condicional en Florence, prisión que se encuentra en el Estado de Colorado, Estados Unidos, separado de los otros 4 compañeros de los cuales ya René Gonzáles fue liberado el 7 de octubre de 2011 a las 4:30 Am.
Su objetivo era recopilar información sobre los planes de ataques contra las instalaciones turísticas y los principales dirigentes de Cuba. En el juicio que se le efectuó en Miami, se le imputaron cargos de espionaje y de amenazar la seguridad nacional de los Estados Unidos.
El estado Cubano, su familia y defensores que apoyan su causa no están de acuerdo con que sufra prisión y plantean que fue víctima de un proceso judicial amañado y al servicio de los exiliados residentes en los Estados Unidos. Si bien, ni el gobierno cubano ni sus defensores han conseguido demostrar de forma clara que Antonio Guerrero no se dedicaba a tareas explícitas de espionaje al servicio de una nación extranjera.

## Liberación
Antonio Guerrero Rodríguez, Gerardo Hernández Nordelo y Ramón Labañino Salazar fueron liberados el 17 de diciembre de 2014; René González el 7 de octubre de 2011 y Fernando González Llort el 27 de febrero de 2014.